# Maghrawaden
De Maghrawaden of Maghrawa (Tamazight: ⵎⴰⵖⵔⴰⵡⴰ) waren een grote Berberse stam en onderdeel van de Zenata Confederatie in Noord-Afrika. Hun oorspronkelijke leefgebied vòòr de Islamitische verovering van de Maghreb lag in het noordoosten van het huidige Algerije. De Maghrawa regeerde in de 10e en 11e eeuw over grote delen van West-Maghreb. Tegenwoordig zijn de substammen van de Maghrawa verspreid over de Maghreb.

## Geschiedenis
De Maghrawaden, een stam van Zenata Berbers, waren een van de eerste Berberse stammen die zich bekeerden tot de islam in de 7de eeuw. Ze steunden Uqba ibn Nafi in zijn campagne richting de Atlantische Oceaan in 683. Ze waren eerst geallieerd met de Idrisiden en, vanaf de 10e eeuw, met de Omajjaden van Andalusië, kaliefen van Córdoba. Als gevolg werden ze meegesleurd in conflict tussen de Omajjaden en Fatimiden in Marokko. Hoewel ze de Fatimiden in 924 versloegen, gingen ze kort daarna een alliantie met hen aan. Toen ze terug toenadering zochten tot de Omajjaden werden ze door de Ziriden, die in naam van de Fatimiden regeerden, uit centraal Marokko verdreven. Maar in 980 konden ze de Miknasa uit Sijilmasa verdrijven.
Onder Ziri ibn Atiyya bereikten de Maghrawaden suprematie in Fez. Onder toezicht van de Omajjaden breidden ze hun invloed uit ten koste van de Banu Ifran. Een opstand tegen de Andalusische Omajjaden werd neergeslagen door Al Mansur Abi Amir, maar de Maghrawaden konden hun controle over Fez herstellen. Onder de heersers van Al Muizz (1001-1026), Hamman (1026-1039) en Dunas (1039) versterkten ze hun macht over Noord- en Centraal-Marokko. Interne machtsstrijd na 1060 maakte het voor de Almoraviden mogelijk om hen in 1070 te verslaan en een einde te maken aan hun heerschappij.
Een aftakking, de Banu Khazrun, regeerde van 1001 tot 1153 over Tripolitanië. Een sectie van de Banu Khazrun regeerde over de Taifa van Arcos.

## Heersers
- Mohamed Ibn Al Khayr  970
- Attia 986 - 988
- Ziri ibn Atiyya  989 - 1001
- El Moez Ibn Attia  1001 - 1026
- Hammama Ibn El Moez 1026 - 1033 and  1038 - 1040
- Abou Attaf Donas Ibn Hamama 1040 - 1059
- Fotoh Ibn Donas  1059 - 1062
- Ajissa Ibn Donas  1059 - 1061
- Muanneser  1065
- Temim de 1067 - 1068